# Zande
Zande é uma pequena vila e deelgemeente do município belga de Koekelare, província de Flandres Ocidental. Desde 1971, que é deelgemeente do referido município. Em 1 de Janeiro de 2006 tinha 400 habitantes, numa área de 5,34 km². Nesta vila existe a igreja de Santo André.

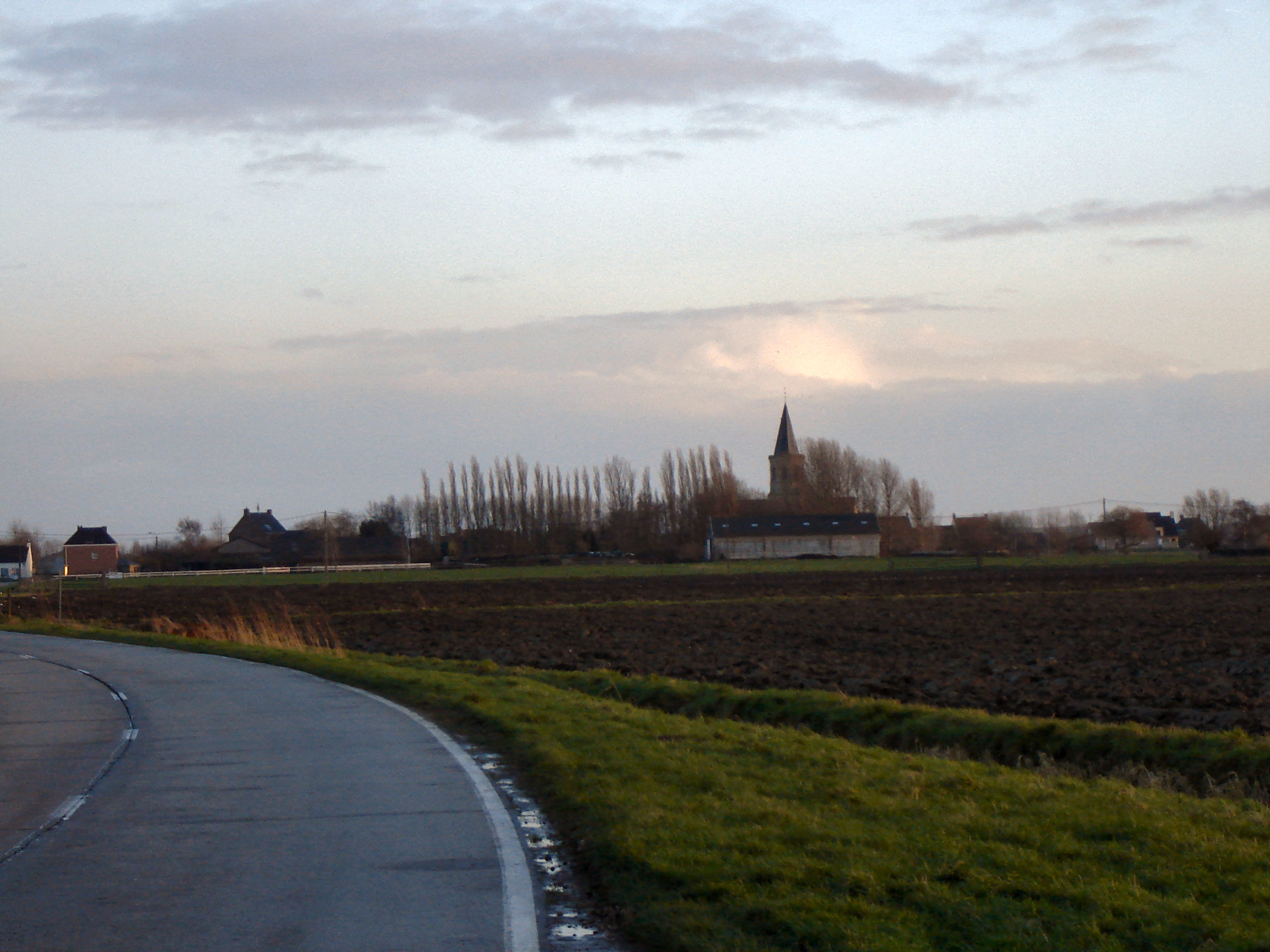
Vista da vila de Zande
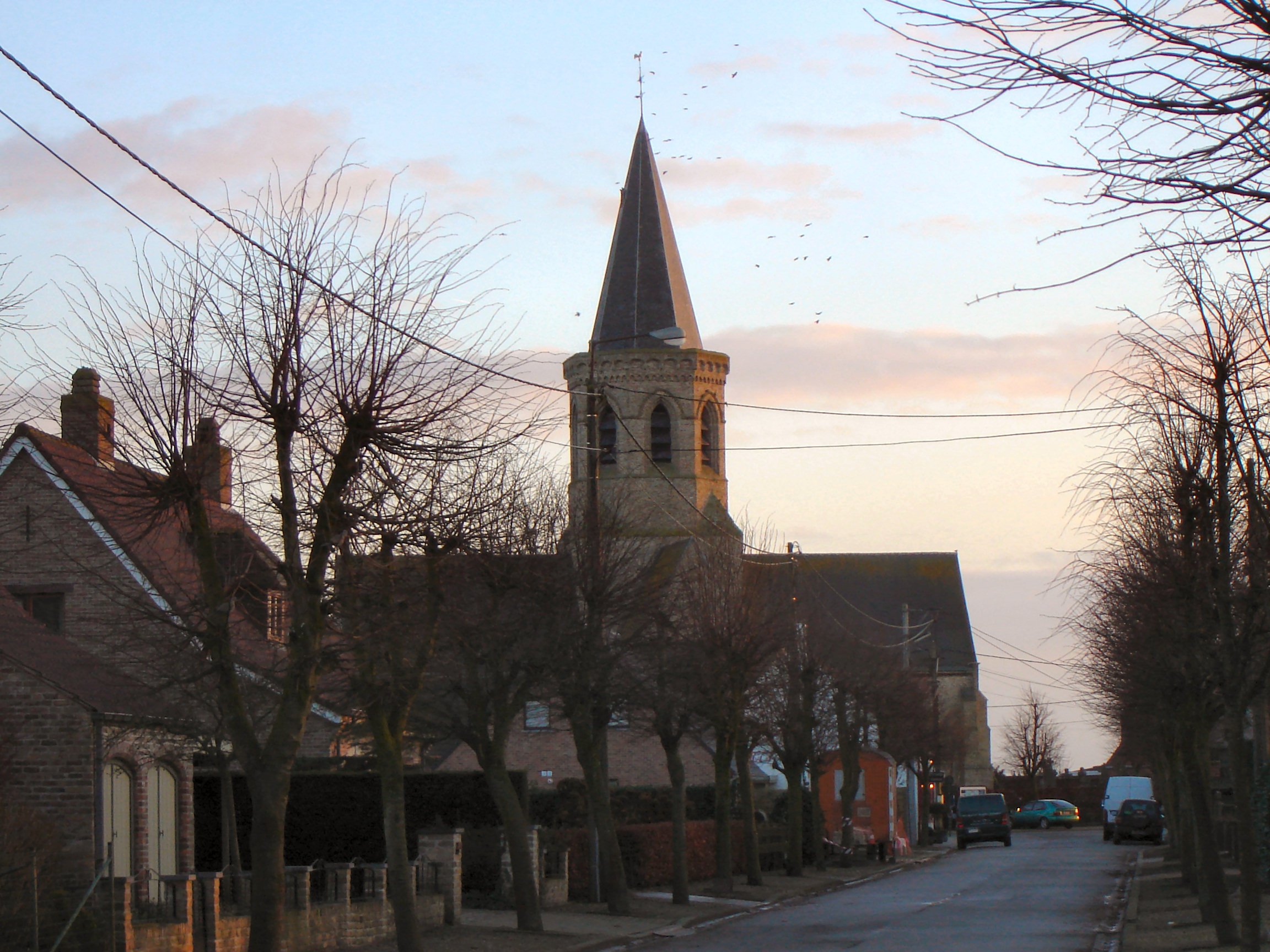
Igreja de Santo André